# جورج کوزمتسکی
جورج کوزمتسکی (انگلیسی: George Kozmetsky; ۵ اکتبر ۱۹۱۷ – ۳۰ آوریل ۲۰۰۳) اهالی کسب‌وکار اهل ایالات متحده آمریکا بود.
وی همچنین برندهٔ جوایزی همچون مدال ملی فناوری و نوآوری شده‌است.